# Konjic (Osečina)
Pour les articles homonymes, voir Konjic.
Konjic (en serbe cyrillique : Коњиц) est un village de Serbie situé dans la municipalité d’Osečina, district de Kolubara. Au recensement de 2011, il comptait 320 habitants.

## Démographie
| 1948 | 1953 | 1961 | 1971 | 1981 | 1991 | 2002 | 2011 |
| ---- | ---- | ---- | ---- | ---- | ---- | ---- | ---- |
| 439  | 454  | 435  | 441  | 433  | 416  | 343  | 320  |

|  |